# Tren Ligero de Charlotte

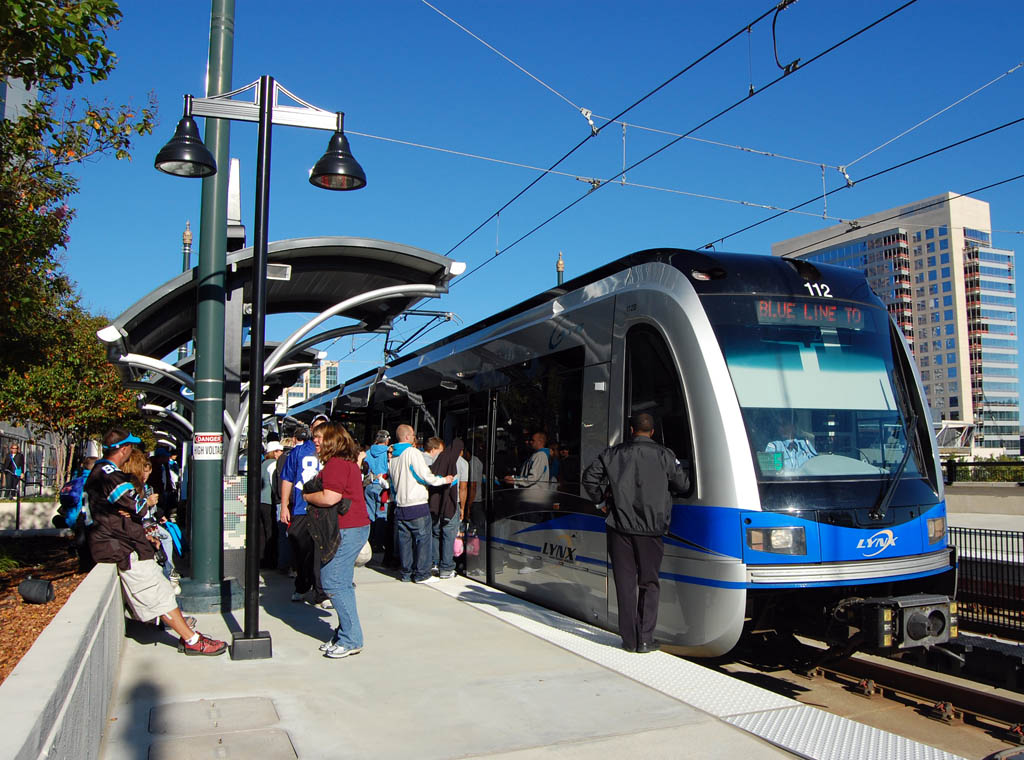
Siemens S70 en la estación Stonewall

El LYNX Blue Line es un sistema de tren ligero que sirve la ciudad de Charlotte, Carolina del Norte, Estados Unidos. Se compone de una red de 15,45 km (9.6 millas) de longitud con 15 estaciones. Se inició el servicio el 24 de noviembre de 2007 y transporta un promedio entre semana de más de 21.000 pasajeros.
La idea del tren ligero en Charlotte fue propuesto inicialmente en la década de 1980, con la aprobación de los votantes de Mecklenburg de un impuesto de medio centavo para financiar su construcción en 1998. La construcción de LYNX ha dado lugar a una controversia con respecto a sus costos y beneficios que culminó en un fracaso del referéndum 2007 para derogar el impuesto de tránsito. En la actualidad, la futura expansión incluye planes para un metro ligero, trenes de cercanías, tranvías y autobuses de tránsito rápido a lo largo de los cinco corredores del Plan de Sistemas de Corredor de Transporte 2030 (2030 Transit Corridor System Plan) aprobado en 2006 por la Comisión Metropolitana de Transporte (MTC). El desarrollo de todo el sistema está actualmente previsto para la realización en el 2034.